# IT globus 2006
Svečana dodela "IT globusa" za 2006. godinu održana je 5. decembra 2006. godine u Kristalnoj sali hoteka "Hyatt Regency".
Dodeli nagrada prisustvovala su NJ.K.V. prestolonaslednik Aleksandar II i princeza Katarina, kao i predstavnici najznačajnijih kompanija iz IT sektora. Nagradu za najveći IT doprinos je gospodinu Stein-Eriku Vellanu, generalnom direktoru Telenora, uručio bivši ministar finansija Mlađan Dinkić.

## Dobitnici IT globusa za 2006. godinu
Zlatni globus
Kompanija Telenor Beograd - za najveću ICT investiciju u Srbiji.

Crni globus (najveći IT propust)
IT novinari u Srbiji - zbog neostvarivanja edukativne uloge, kao ni pozicioniranja kao dela "kontrole kvaliteta" IT razvoja i tržišta.
| Kategorija                      | Opis                                                    | Kompanija                     | Obrazloženje |
| Stoni računari                  | Nomak Power 310i                                        | Ewe Comp                      | Zato što obezbeduje najvišu funkcionalnost i jednostavno unapređenje uz trogodišnju garanciju.                                                                 |
| Prenosivi računari              | MSI S262                                                | MSI-SCG                       | Zato što nudi najviši nivo prenosivosti i vrhunske poslovne karakteristike.                                                                                    |
| Softver                         | Microsoft Windows Vista i Microsoft Office 2007         | Microsoft softver Beograd     | Zato što postavlja nove standarde kvaliteta, ali i način beta testiranja proizvoda koji su mnogi testirali tokom čitave 2006. godine.                          |
| Procesori                       | AMD FX62                                                | AMD                           | Zato što nudi vrhunske performanse korisnicima zahtevnih multimedijalnih i grafičkih aplikacija.                                                               |
| Matične ploče                   | Gigabyte GA-965P-DQ6                                    | Gigabyte Beograd              | Zbog vrhunskog kvaliteta izrade i velikog broja naprednih mogućnosti.                                                                                          |
| Grafičke karte                  | Asus EN8800GTX                                          | Pakom                         | Zbog primene novog grafičkog procesora koji podržava instrukcije za DirectX 10 što računarsku grafiku podiže na novi nivo.                                     |
| Monitori                        | Samsung XL20                                            | ERC Commerce Computers        | Zato što nova LED tehnologija donosi do sada nedostignut kvalitet prikaza boje i osvetljaja ekrana.                                                            |
| Laserski štampači               | Lexmark E340                                            | Direct Link                   | Zato što po povoljnoj ceni nudi kvalitetnu štampu malim i srednjim preduzećima uz nisku cenu korišćenja.                                                       |
| Mlazni štampači                 | Canon Pixma iP 4300                                     | Pin Computers                 | Zato što nudi vrhunski kvalitet štampe u boji uz odličan dizajn uređaja i kvalitetnu softversku podršku.                                                       |
| Multimedijska video oprema      | Epson EMP-1700                                          | BS Procesor                   | Zato što pruža odličan kvalitet slike, verodostojnost reprodukcije boja i sve kvalitet što pruža LCD tehnologija.                                              |
| Multimedijska audio oprema      | Logitech Z5500 Digital                                  | Logitech Adria / ComputerLand | Zato što nudi neprikosnoveni zvuk u tehnologiji THX, Dolby Digital Pro Logic 2 i DTS kako za vlasnike računara, tako i za kućni bioskop.                       |
| Mobilni LDP uređaji             | HP iPAQ NW6815                                          | HP Beograd                    | Zato što nudi sve funkcije LDP uredaja kvalitetno objedinjene sa GSM tehnologijom uz multimedijske mogućnosti.                                                 |
| Mobilni navigacioni uređaji     | Garmin StreetPilot C510 sa rutabilnom mapom SCG         | Infoteam                      | Zato što paket sastavljen od uređaja Garmin StreetPilot C510 i domaće razvijenih rutabilnih mapa, nudi kvalitetno i jedino navigaciono rešenje u našoj zemlji. |
| Digitalni kompaktni fotoaparati | Canon PowerShot A710                                    | PC Centar                     | Zato što nudi vrhunski kvalitet fotografija, uz jednostavnu upotrebu, ali i sve napredne funkcije.                                                             |
| Digitalni SLR aparati           | Nikon D80                                               | Refot B                       | Zato što nudi vrhunske SLR mogućnosti sa senzorom od 10,2 megapiksela i velikim opsegom podešavanja ISO osetljivosti.                                          |
| Serveri                         | Fujitsu-Siemens PRIMERGY BX600 Advanced Blade EcoSystem | Fujitsu Siemens Computers     | Zato što nudi veliku serversku moć uz laku skalabilnost što je ključ pametnog izbora prilikom kupovine serverskih rešenja.                                     |
| Sistemi za mrežnu bezbednost    | EnelPS rešenje za besprekidno napajanje                 | Enel PS                       | Zato što omogućava rešenje za bezbedno napajanje informacionih sistema najrazlčcitijih energetskih potreba.                                                    |
| Domaći ERP softver              | Poslovni informacioni sistem                            | AB Soft                       | Zbog kvalitetno projektovanih ERP sistema koji se odlično prilagođavaju potrebama svakog korisnika.                                                            |
| Softver za kontrolu mreža       | Centennial Discovery 2006                               | SKY Express                   | Zato što omogućuva kvalitetnu analizu svih parametara rada mreže.                                                                                              |
| Antivirusni softver             | Kaspersky Antivirus 6                                   | Singi inženjering             | Zato što pruža neprikosnovenu zaštitu od svih virusa i zlonamernih programa.                                                                                   |
| Manifestacije                   | Cisco Expo 2006                                         | Cisco Beograd                 | Zato što su na jednom mestu predstavljena sva kvalitetna rešenja za brži razvoj IT-a u našoj zemlji u pogledu naprednih mrežnih tehnologija.                   |
| Web portal                      | www.nadlanu.com                                         | Telekom Srbija A.D.           | Zato što je za kratko vreme ovaj portal postao najposećeniji u zemlji i ponudio veliki broj interesantnih sadražaja.                                           |
| IT poslovanje                   | IT logistika kompanije KimTec i M-San                   | KimTec Beograd                | Zbog primene već dobro uhodane IT logistike i sistema poslovanja i na IT tržište u Srbiji što će doprineti bržem razvoju ovog sektora kod nas.                 |
| Razvoj IT-a u Srbiji            | Za otvaranje ComTrade Technology Centra                 | Comtrade Group                | Zato što je otvaranjem Tehnology Centra ComTrade doprineo svekukpnom razvoju IT scene u Srbiji.                                                                |
| Najbolji IT novinar             | Stanko Stojiljković                                     | Politika                      | . |